# ماریو برتا
ماریو برتا (انگلیسی: Mario Beretta؛ زادهٔ ۳۰ اکتبر ۱۹۵۹) بازیکن فوتبال اهل ایتالیا است.